# Будинок Івана Зворикіна
Будинок Івана Зворикіна (рос. Дом Ивана Зворыкина; інша назва: Будинок Заславської, рос. Дом Заславской) — будівля в Ростові-на-Дону, розташована на перехресті Пушкінської вулиці та провулку Семашко. Побудовано в 1914 році за проектом архітектора Василя Попова. До жовтневого Жовтневий перевороту в будинку жив ростовський градоначальник генерал-майор Іван Миколайович Зворикін. З 1923 по 1926 рік у будинку жив радянський драматург Володимир Киршон. Будівля має статус об'єкта культурної спадщини регіонального значення.

## Історія
Будівля була побудована в 1914 році за проектом архітектора Василя Попова. У будинку розміщувалося управління Ростовського-на-Дону градоначальства і квартира градоначальника Івана Миколайовича Зворикіна. Після приходу радянської влади будинок був націоналізований. Там розмістилися різні контори, установи, житлові квартири і гуртожиток радпартшколи. Частина первісного декору була втрачена.
З 1923 по 1926 рік у будинку жив радянський драматург Володимир Киршон. Його комунальна квартира була під номером 10, вікна виходили на подвір'я. Його дружина, Рита Корн-Киршон, згадувала: «У невеликій кімнаті, чистою, завжди охайною, стояли письмовий стіл, два стільці, ліжко. На столі гора книг, свіжі журнали».

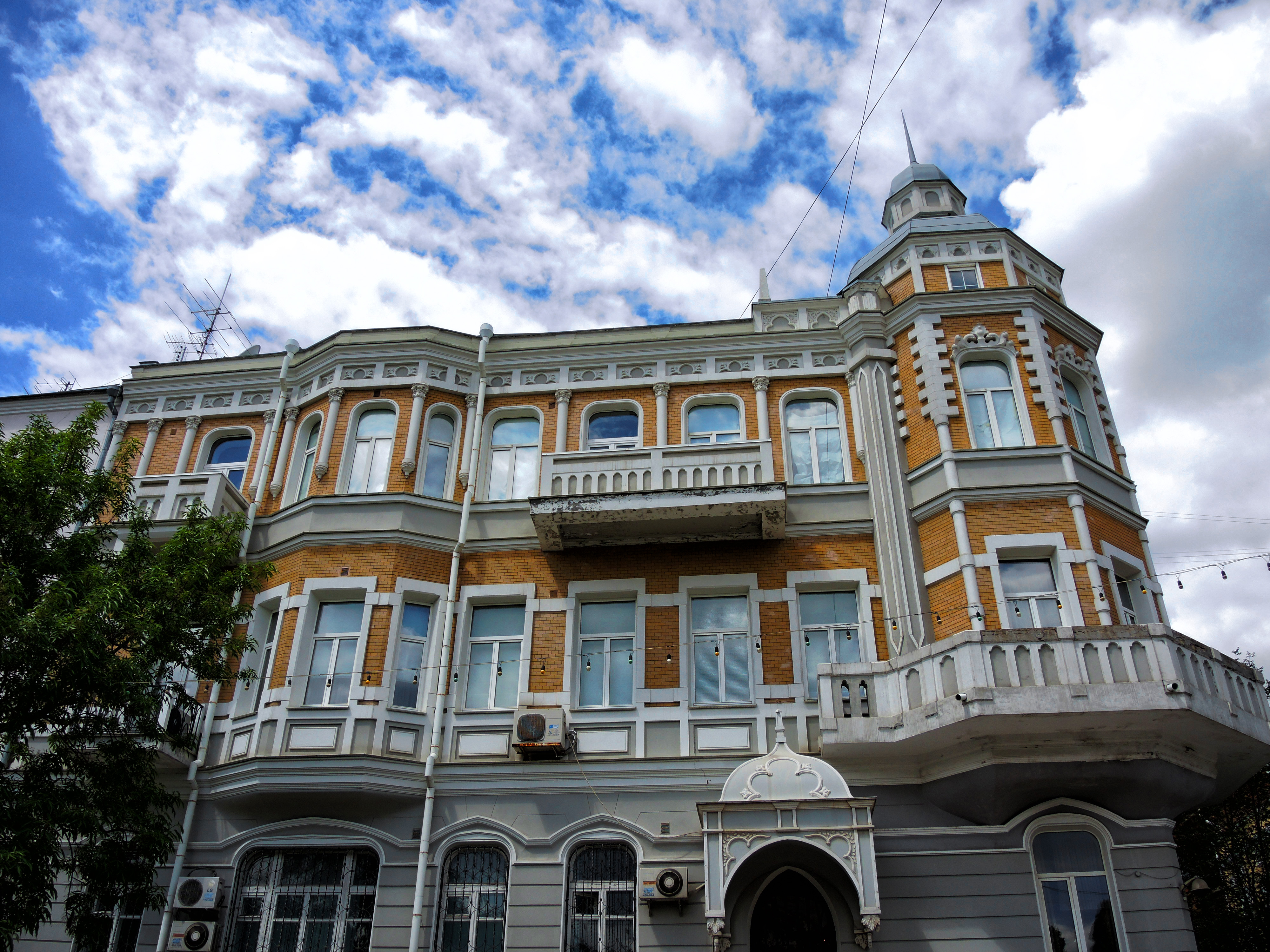

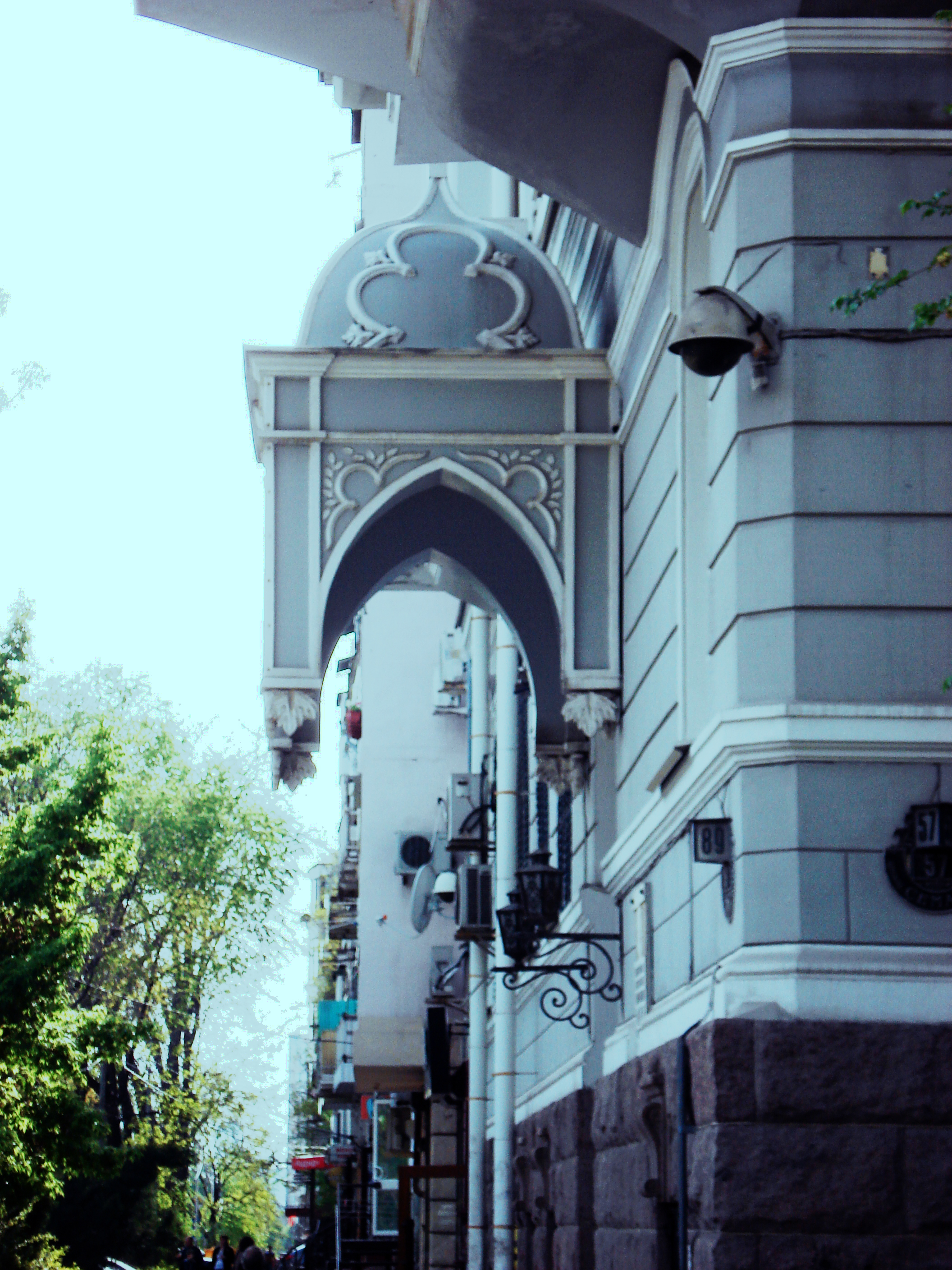

У 2000-х роках другий поверх будинку зайняв губернатор Ростовської області Володимир Чуб. Там він проживав зі своєю сім'єю. Будівля відреставрували і встановили в ньому новий італійський ліфт.

## Архітектура
Триповерховий будинок займає кутову частину кварталу, його парадні фасади виходять на Пушкінську вулицю і на провулок Семашко. Будинок побудований в стилі модерн з елементами готики. Єдиний архітектурно-художній вигляд фасадів визначають форми віконних прорізів, еркери і раскреповки. Цокольний поверх рустован. З елементів готики в оформленні будівлі присутні фриз з трёхчетвертіннимі колонами, декоративні кокошники над вікнами першого поверху. Фасади будівлі увінчані аттиками з стрілчастими нішами. Парадний вхід має форму стрілчастої арки. Кут будівлі підкреслюється шестикутним еркером, обрамленим балконом на рівні другого поверху і увінчаним башточкою з куполом. Спочатку на парапеті вежі розміщувалися фігури лицарів (демонтовані в 1960-і).
Будинок Іван Зворикіна має складну конфігурацію в плані. Він розділений на дві секції з окремими входами: з вулиці Пушкіна і з провулка Семашко. У кожній секції є двухмаршевая сходи і ліфт. Навколо сходового холу розташовуються квартири.

## Меморіальні дошки
У 1962 році на фасаді будівлі було встановлено меморіальну дошку з текстом:
|  | У цей будинку в 1923-1926 рр. жив і працював відомий радянський драматург Володимир Михайлович Киршон, один з творців першої Ростовської письменницької організації. |

Друга меморіальна дошка, встановлена в 1997 році, присвячена збирачеві фольклору Федору Тумілевічу. Текст на ній говорить:
|  | У цьому будинку (1932-1964) жив відомий данський фольклорист, вчений, письменник Тумілевіч Федір Вікторович. |

## Згадка в літературі
Будинок Іван Зворикіна згадується у віршах ростовського поета Сергія Корольова.